# Barry Austin
Pour les articles homonymes, voir Austin.
Barry Austin, né le 17 septembre 1968 à Chelmsley Wood (en) et mort le 1er janvier 2021, est le recordman de l'homme le plus gros au Royaume-Uni.